# 天葬

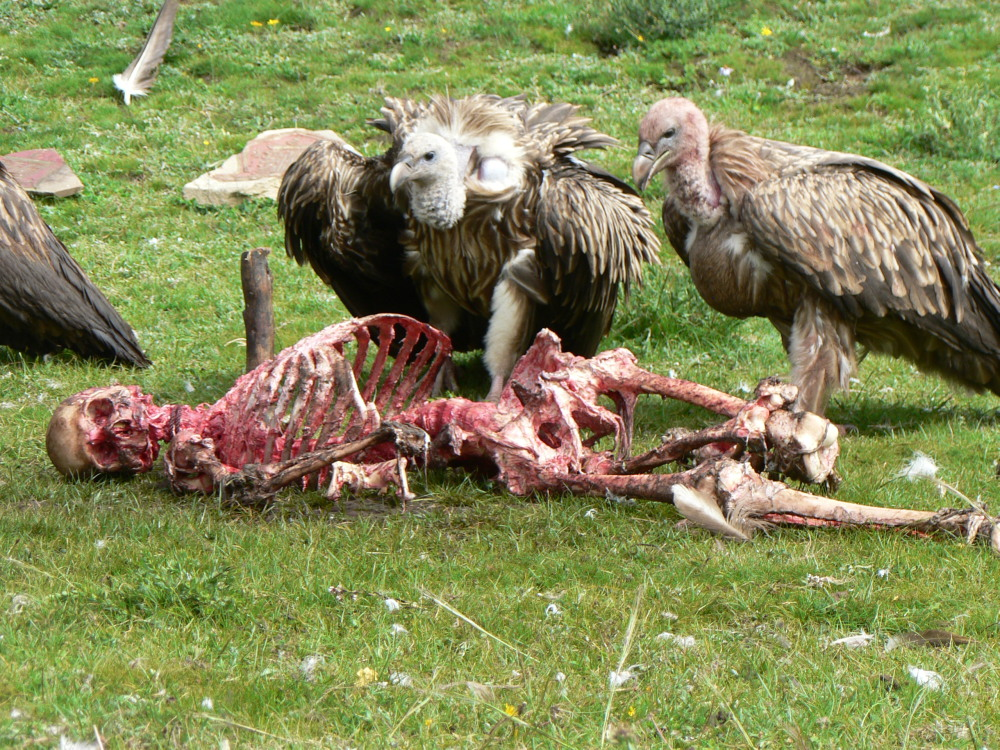
天葬儀式中禿鷹進食人體

天葬（藏語：བྱ་གཏོར་，威利转写：bya gtor，藏语拼音：jhator），是藏区的最普遍一种丧葬习俗。把死者的尸体让秃鹫吃掉。此外，信奉祆教的帕西人也有天葬的習俗。

## 歷史
天葬可能源自印度与伊朗，《大唐西域记》卷二曾提到野葬。《要行舍身经》就劝人于死后分割血肉，布施尸陀林中。佛经《众经撰杂譬喻经·卷上》有“尸毗王以身施鸽”的故事。宋李昉《太平广记》引唐焦璐《穷神祕苑》记载：“顿逊国，……其俗，人死后鸟葬。将死，亲宾歌舞送于郭外。有鸟如鹅而色紅，飞来万万，家人避之。鸟啄肉尽乃去，即烧骨而沉海中也。”西藏的天葬有人說來自阿底峽，取古印度屍陀林葬加以改造而成。
佛教以为人死後把身体布施是对眾生最后一件慷慨善事亦是佛教六度之一。

## 過程

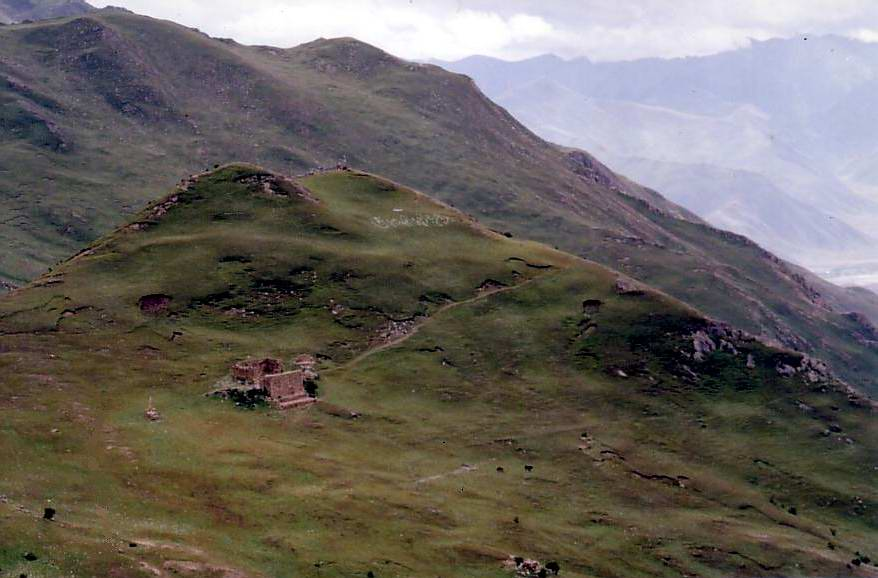
扎葉巴寺的天葬台

藏族的喪葬方式有五種，即天葬、水葬、火葬、土葬和塔葬。最常見的是天葬，藏語稱為“杜垂傑哇”，意為“送屍到葬場”，或稱“恰多”，意思是“餵老鷹”。藏族天葬是自然形成的，習俗已有上千年的歷史，西藏位處數千高尺的高原地帶，地質堅硬，植被稀少，氣溫寒冷，較不適合土葬或火葬。藏人死亡後，用白布將屍體包裹，停屍一日至數日，請喇嘛唸經超渡，擇定日期送葬，這一期間家門口懸掛一個紅色陶土罐，土罐內放進食物，供死者的靈魂使用。出殯當天，家屬將屍體送往天葬台，背屍人和送葬者均不得回頭看，並且在路上把紅陶罐摔破，後交給天葬師處理，家人不得跟到天葬台。
天葬師將屍體放在天葬台上，司葬者燒起火堆，燃起「桑」煙，遠處的禿鷹見到濃煙會自主性的飛過來，聚集於附近的山巒，等待啄食。天葬師將遺體骨肉剝離，骨頭用石頭砸碎，將屍體分解給禿鷹啄食，肉身以食盡為吉祥，若有殘餘，則將其焚化。
藏傳佛教認為天葬符合釋迦牟尼傳記中所說的“割肉喂虎”精神，死者的靈魂也可以隨鷹昇天。

## 法规
2005年12月，西藏自治区人民政府同意发布民政厅制定的《天葬管理暂行规定》，这是中共地方政府自1985年以来第三次专门发布关于保护西藏天葬台的公告和通知。《规定》禁止对天葬活动现场进行围观、拍照、摄影、录像；禁止在报刊、杂志、广播、影视、网络上刊登、播放与天葬活动有关的文字、图片、报道等。

## 棄屍嫌疑
由於習俗和含義的不同，在某些地方，天葬的行為，可能觸犯遺棄屍體的罪行。
- 日本

刑法第190條（死体損坏罪）
- 中華民國

刑法第247條（侵害屍體罪侵害遺骨遺髮殮物遺灰罪）